# Ануша-хан
Ануша-хан (Абу-л-Музаффар Мухаммад Ануша-хан) (ум. 1686, по КНЭ — в 1687) — хивинский хан из династии шибанидов в 1663—1686.
Сын и преемник хана Абулгази, продолжал его политику укрепления ханской власти. Совершил ряд набегов на Бухарское ханство, в 1685 временно захватил Самарканд, но вскоре вынужден был оставить его. В 1669 и 1675 пытался восстановить торговые и дипломатические отношения с Россией; в 1668 году послал письмо царю Алексею Михайловичу. В период правления Ануши-хана в Хиве были построены ряд зданий, в том числе медресе и баня, известные под именем Ануша-хана, прорыты два больших канала — Шахабад и Ярмыш.

## Смерть
В результате заговора придворных Ануша-хан был свергнут и ослеплен.